# Sergei Chetverukhin
Sergei Aleksandrovich Chetverukhin (em russo:  Сергей Александрович Четверухин; Moscou, RSFS da Rússia, 12 de janeiro de 1946) é um ex-patinador artístico russo que competiu pela extinta União Soviética. Ele conquistou uma medalha de prata olímpica em 1972, e três medalhas em campeonatos mundiais.

## Principais resultados
| Resultados                                            | Resultados    | Resultados       | Resultados        | Resultados       | Resultados      | Resultados      | Resultados        | Resultados       | Resultados        | Resultados       | Resultados       | Resultados    |
| Internacional                                         | Internacional | Internacional    | Internacional     | Internacional    | Internacional   | Internacional   | Internacional     | Internacional    | Internacional     | Internacional    | Internacional    | Internacional |
| Evento/Temporada                                      | 1962– 1963    | 1963– 1964       | 1964– 1965        | 1965– 1966       | 1966– 1967      | 1967– 1968      | 1968– 1969        | 1969– 1970       | 1970– 1971        | 1971– 1972       | 1972– 1973       |               |
| ----------------------------------------------------- | ------------- | ---------------- | ----------------- | ---------------- | --------------- | --------------- | ----------------- | ---------------- | ----------------- | ---------------- | ---------------- | ------------- |
| Jogos Olímpicos                                       |               |                  |                   |                  |                 | 9.º             |                   |                  |                   | Medalha de prata |                  |               |
| Campeonato Mundial                                    |               |                  | 17.º              |                  | 13.º            | 9.º             | 8.º               | 6.º              | Medalha de bronze | Medalha de prata | Medalha de prata |               |
| Campeonato Europeu                                    |               |                  | 10.º              | 12.º             | 5.º             | 5.º             | Medalha de bronze | 4.º              | Medalha de prata  | Medalha de prata | Medalha de prata |               |
| Universíada                                           |               |                  |                   | Medalha de prata |                 | Medalha de ouro |                   | Medalha de prata |                   |                  |                  |               |
| Nacional                                              |               |                  |                   |                  |                 |                 |                   |                  |                   |                  |                  |               |
| Campeonato Soviético                                  | 5.º           | Medalha de prata | Medalha de bronze | Medalha de prata | Medalha de ouro | Medalha de ouro | Medalha de ouro   | Medalha de ouro  | Medalha de ouro   |                  | Medalha de ouro  |               |
|                                                       |               |                  |                   |                  |                 |                 |                   |                  |                   |                  |                  |               |
| Legenda: Competição não foi disputada nesta temporada |               |                  |                   |                  |                 |                 |                   |                  |                   |                  |                  |               |